# Болотня (приток Гнилой Липы)
Болотня (укр. Болотня) — река на Украине, протекает по территории Львовского района Львовской области. Левый приток Гнилой Липы (бассейн Днестра).

## Описание
Длина реки составляет 13 км, площадь бассейна — 31 км². Речная долина узкая и глубокая (кроме приустьевой части), есть заболоченные участки. Русло слабоизвилистое. На реке сооружено несколько прудов, также есть мелиоративные каналы (в верховьях).

## Течение
Болотня берёт начало недалеко от восточной части села Болотня. Течет среди холмов Перемышлянского низкогорья на запад (частично северо-запад), в низовьях выходит в долину Гнилой Липы и течет на юго-запад. Впадает в Гнилую Липу к юго-западу от села Ивановка.

## Населённые пункты
На реке расположены села: Болотня и Ивановка.